# 天才的遗传研究
天才的遗传研究（Genetic Studies of Genius），也称特曼资优研究（Terman Study of the Gifted）是一项自1921年开始至今还在进行的追踪研究，主题是探究资优儿童长大成人的过程和特征。这项研究是斯坦福大学的刘易斯·特曼启动的，现在已成为世界上现存持续时间最长的追踪研究。
该研究已经出版了5部书 和一部专著以及数十篇论文。心理学家凯瑟琳·考克斯·迈尔斯所做的杰出人物回溯研究作为天才的遗传研究的一部分出版，虽然二者研究主题相关，但并没有隶属关系。

## 源起
特曼自攻读博士学位就做智力方面的研究。1916年，特曼修订了阿爾弗雷德·比奈的智力测验，并引入美国，此即为斯坦福-比奈智力量表，至今仍在使用（有修订）。第二次世界大战期间，特曼入伍服役，参与制定陆军甲种测验，退役后，特曼回到斯坦福，继续他的研究。
特曼招募了多位助手，包括后来成为心理学家的弗洛伦斯·古迪纳夫和考克斯，在加利福尼亚的公立学校找寻资优儿童。特曼最初希望能找到1000个高智商儿童，最终找了1444个研究对象，研究对象逐渐增加，到了1928年，研究对象增加到1528人（其中男生856人，女生672人）。不是所有的研究对象都是通过斯坦福-比奈智力量表选出的，有些是通过国民智力测验和陆军甲种测验选出的。这些研究对象出生于1900年至1925年间，都生活在加利福尼亚，90%为白人，大部分来自中上阶层。

## 早期发现
特曼的目标是证伪当时的观念，即资优儿童是病态的，不善交际，发展片面。因此，研究的第一部分数据是关于儿童的家庭状况、学业进度、特殊才能、兴趣、玩耍 和个性。他还研究了儿童的种族和民族文化。特曼是优生学支持者，但不如他同时代的社会达尔文主义者那么极端，并认为智力测验对于塑造社会有积极作用。
根据1921至1922年收集的数据，特曼发现，资优儿童相对同龄普通儿童没有额外的健康问题，近视率低于平均值。还发现，资优儿童一般更多社交，适应能力好，学习成绩更优秀，甚至身高也高于平均值。1923至1924年的后续研究发现，资优儿童一直保持高智商，群体智商高于平均值。特曼在1920年代的数据收集行为开创了进行大规模高水平测验的先河，做法至今广泛应用于资优教育。

## 后续研究
特曼为这项研究的后续进行做了周密计划，在自己生前，将在1928年、1936年、1940年、1945年、1950年、和1955年收集数据，去世后，研究由梅丽塔·奥登（Melita Oden）接手，在1960年收集数据。其后，罗伯特·理查森·希尔斯负责这项研究，在1972年、1977年、1982年和1986年收集数据。另外，许多研究参与者通过与特曼通信或面谈，使特曼掌握自己的生活情况。 
这项研究的档案文件有新闻报道、信函及其他与参与者相关的文件。后续研究关心的问题是入伍服役、大学教育、婚姻状况、工作、退休、抚养后代和其他生活问题。两项研究（1995年哥伦比亚大学的罗宾·希尔斯和2005年迈阿密大学的迈克尔·麦卡洛）利用了相关数据，研究发现，“特曼人”（Termites，研究者对天才实验对象的称呼）不如一般人那么信仰宗教，考虑到60%的特曼人受到过“严格的”或“相当的”宗教训练，只有33%的特曼人几乎没受到过宗教训练，这一结果更显得不寻常。因此，几乎所有的天才儿童成年后都不虔诚信教。
特曼的研究对象中，有些在其职业领域取得很高的成就。著名人物有情景喜剧《我爱露西》的编剧杰丝·奥本海默、 美国心理学会主席、教育心理学家李·克隆巴赫营养学家安塞尔·基斯和罗伯特·希尔斯本人。超过50人获得大学教职但是，大多数人最后只成为普通人。自《天才的遗传研究》第四卷开始，特曼注意到，他的研究对象成年之后“从事警察、海员、打字员、档案员之类的普通工作”，结论是：
|  | 不管从哪方面看，我们距离发现智力与成就的完全相关性还很遥远 |

## 批评
这项研究广被批评的一点是样本没有广泛代表性。另外，特曼干涉了研究对象的生活，为他们求职和入学写推荐信，运作和帮助一些人入读斯坦福大学。这污染了研究样本，使其失去代表性。
社会学家皮特林·索罗金在其著作《現代社會學及其相關科學中的流行與怪誕》（Fads and foibles in modern sociology and related sciences）(p. 70-76)对这项研究予以批评，认为特曼选取的高智商儿童，与随机选的同样家庭背景出身的儿童，表现几乎没有不同。
这项研究也具有任何追踪研究都有的弱点：难以分辨样本的特征和行为来自样本本身还是来自样本生活时代的部分影响。比如，特曼选的样本里，很多人由于大萧条和第二次世界大战未能入读大学。样本中近一半的女性几乎终生做家庭主妇。尽管有这些缺点，该研究的样本数据常用于相关研究，因为除此没有如此长时间追踪的人群。

## 现状
随着时间推移，样本逐渐变小。到2003年，样本中还有200余人在世。这项研究还在进行，直至最后一名成员退出或去世。